# 戈罗多亚河

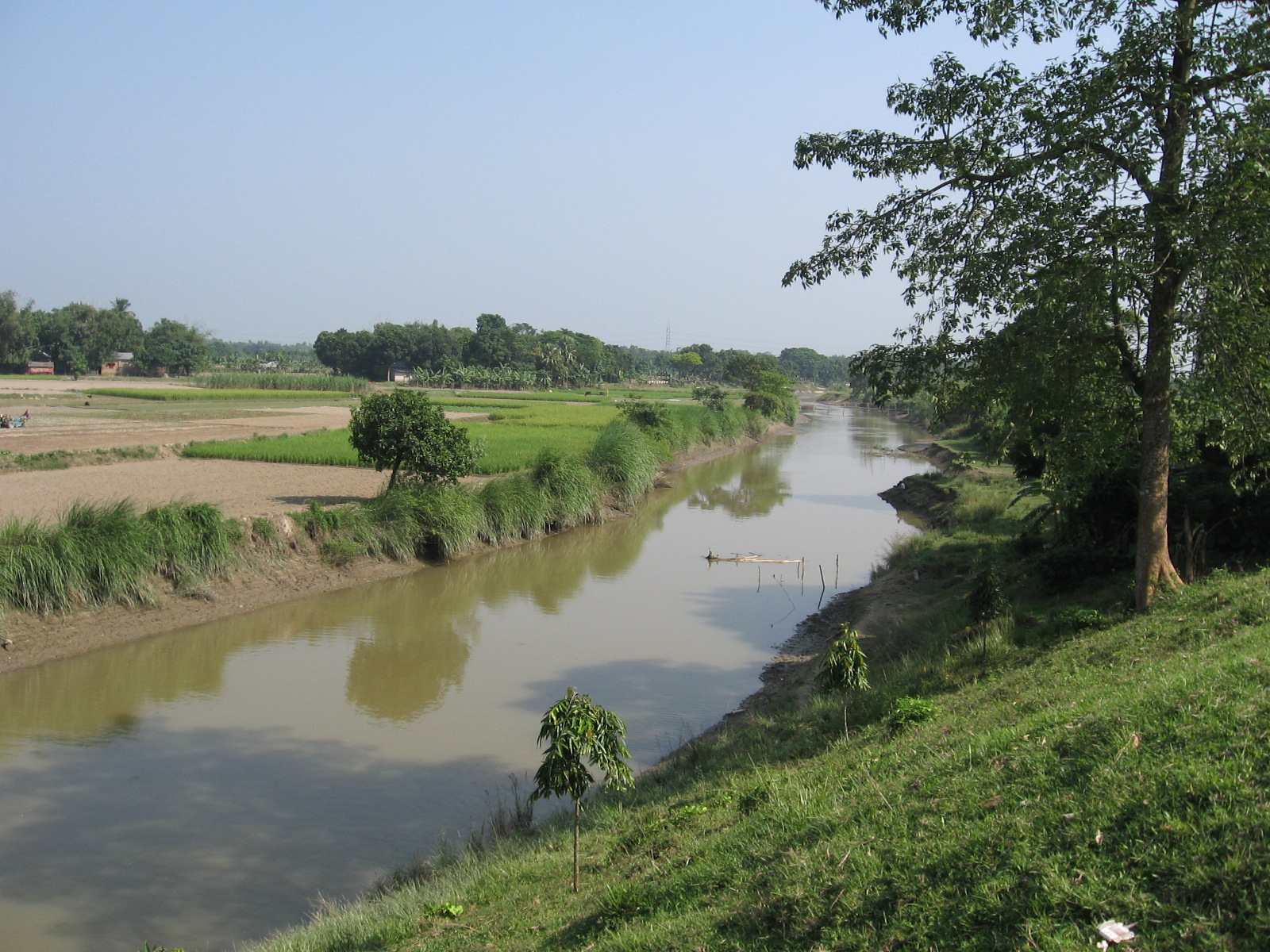
莫霍斯坦戈尔附近的戈罗多亚河

戈罗多亚河是孟加拉国拉杰沙希区的一条溪流，它曾是条大河，并曾被当地人视为圣河。它的河道现会流经博格拉区内的莫霍斯坦戈尔废墟（即奔那诺戈罗（Pundranagara），《大唐西域记》中奔那伐弹那国的首都）。《戈罗多亚礼赞》（Karatoya mahatmya）见证了这条河流过去的辉煌。
该河长期是印度文化的东部边境。